# 阿尔·奥弗顿
阿尔·奥弗顿（英語：Al Overton，1912年5月20日—1985年8月1日），美国音频工程师。他曾因电影007之金刚钻提名奥斯卡最佳音响效果奖。自1954年至1975年间，他曾参与超过90部电影的制作。他的儿子小阿尔·奥弗顿，后来曾被4次提名奥斯卡。

## 部分影视作品
- 007之金刚钻 (1971)